# Perlodes microcephalus
Perlodes microcephalus is een steenvlieg uit de familie Perlodidae. De wetenschappelijke naam van de soort is voor het eerst geldig gepubliceerd in 1833 door Pictet.